# 2012年英國地方選舉
2012年英國地方選舉（英語：2012 United Kingdom local elections）於2012年5月3日在英格蘭、蘇格蘭及威爾斯三地舉行，選舉涉及英格蘭131個地方管治組織、蘇格蘭全數32個地方管治組織、以及威爾斯全數22個地方議會的其中21個，另外還同時舉行包括倫敦市長選舉兼倫敦議會選舉在內的三個市長選舉。11個英格蘭城市也就是否以直選選出市長一事舉行公投。
任何在2012年5月3日年滿18歲的登記選民（包括英國公民、愛爾蘭公民、英聯邦公民及歐盟公民）均具資格參與投票。因各種原因（例如出差、外遊、因學業原因寄宿或入院治療）而暫時不住在登記住址的選民，也合資格參與地方選舉，但移居海外並已登記成為海外選民者除外。個別擁有多於一個登記住址的選民（例如在大學寄宿的學生），如果登記的所有住址由不同的地方政府管轄，更可以分別在各個地方的選舉投票。
任何未成為登記選民的人士，須要在2012年4月18日午夜前登記，才可參與是次地方選舉；惟匿名選民的截止登記期限為2012年4月26日午夜。
政府安排英格蘭及威爾斯各地歷來首個警務及罪行專員選舉分開在2012年11月舉行。

## 注腳
1. ↑  . Conservative Councillors Association.   [15 November 2011]. （原始内容存档于2020-11-24）.
2. ↑  . Department of Communities and Local Government. 5 December 2011  [8 December 2011]. （原始内容存档于2012-10-11）.
3. ↑  . Legislation.gov.uk. 2011-10-13  [2012-04-18]. （原始内容存档于2020-03-28）.
4. ↑  . The Electoral Commission.   [2011-01-05]. （原始内容存档于2019-05-07）.
5. ↑  選民登記表格的截止受理日期為選舉前的11個工作天。
6. ↑  匿名選民登記表格的截止受理日期為修改選民登記冊通知發出當日（即選舉前5個工作天）。
7. ↑  . Epolitix. 9 May 2011  [2012-05-01]. （原始内容存档于2012-05-23）.
8. ↑  . Home Office.   [2012-05-01]. （原始内容存档于2012-10-14）.
9. ↑  Isaby, Jonathan. . torydiary. Conservativehome. 1 December 2010  [2012-05-01]. （原始内容存档于2011-07-08）.